# Heini Müller
Heini Müller était un footballeur suisse.